# Eudule schausi
Eudule schausi är en fjärilsart som beskrevs av Paul Dognin 1922. Eudule schausi ingår i släktet Eudule och familjen mätare. Inga underarter finns listade i Catalogue of Life.